# Curtea de Apel Comrat
Curtea de Apel Comrat este una din cele 4 curți de apel din Republica Moldova.

## Competențe juridice

### Competențe speciale
Articolul 36 din Legea privind organizarea judecătorească, prevede următoarele competențe speciale le Curților de Apel din țară (4 la număr), astfel:
Curtea de Apel:
- judecă în primă instanță cauzele date în competența ei prin lege;
- judecă apelurile declarate împotriva hotărîrilor pronunțate în primă instanță de tribunale și judecătoriile specializate;
- judecă recursurile declarate împotriva hotărîrilor pronunțate de tribunale în apel, precum și în alte cauze prevăzute de lege;
- judecă, în limitele competenței sale, cauzele supuse căilor exraordinare de atac;
- generalizează practica judiciară;
- soluționează conflictele de competență apărute între tribunale;
- exercită alte atribuții, conform legii.

### Competențe generale
Competențe generale ale curților de apel din țară, sunt:
- judecă cauzele și cererile date prin lege în competența lor;
- soluționează conflictele de competență apărute între judecătoriile din circumscripția lor;
- generalizează practica judiciară;
- exercită alte atribuții, conform legii.

## Competența teritorială
3 judecătorii (ierarhic inferioare) țin de competența teritorială a curții:
- Judecătoria Ceadîr-Lunga
- Judecătoria Comrat
- Judecătoria Vulcănești

## Legături externe
- Pagina web a instanțelor judecătorești din Republica Moldova Arhivat în 25 ianuarie 2015, la Wayback Machine. (instante.justice.md)